# アントラニル酸-3-モノオキシゲナーゼ (FAD)
アントラニル酸-3-モノオキシゲナーゼ (FAD)(anthranilate 3-monooxygenase (FAD))は、次の化学反応を触媒する酸化還元酵素である。
アントラニル酸 + FADH2 + O2 {\displaystyle \rightleftharpoons } 3-ヒドロキシアントラニル酸 + FAD + H2O
この酵素の基質はアントラニル酸、FADH2とO2で、生成物は3-ヒドロキシアントラニル酸、FADとH2Oである。
組織名はanthranilate,FAD:oxygen oxidoreductase (3-hydroxylating)で、別名にanthranilate 3-hydroxylase、anthranilate hydroxylaseがある。